# بوون (پنتوس)

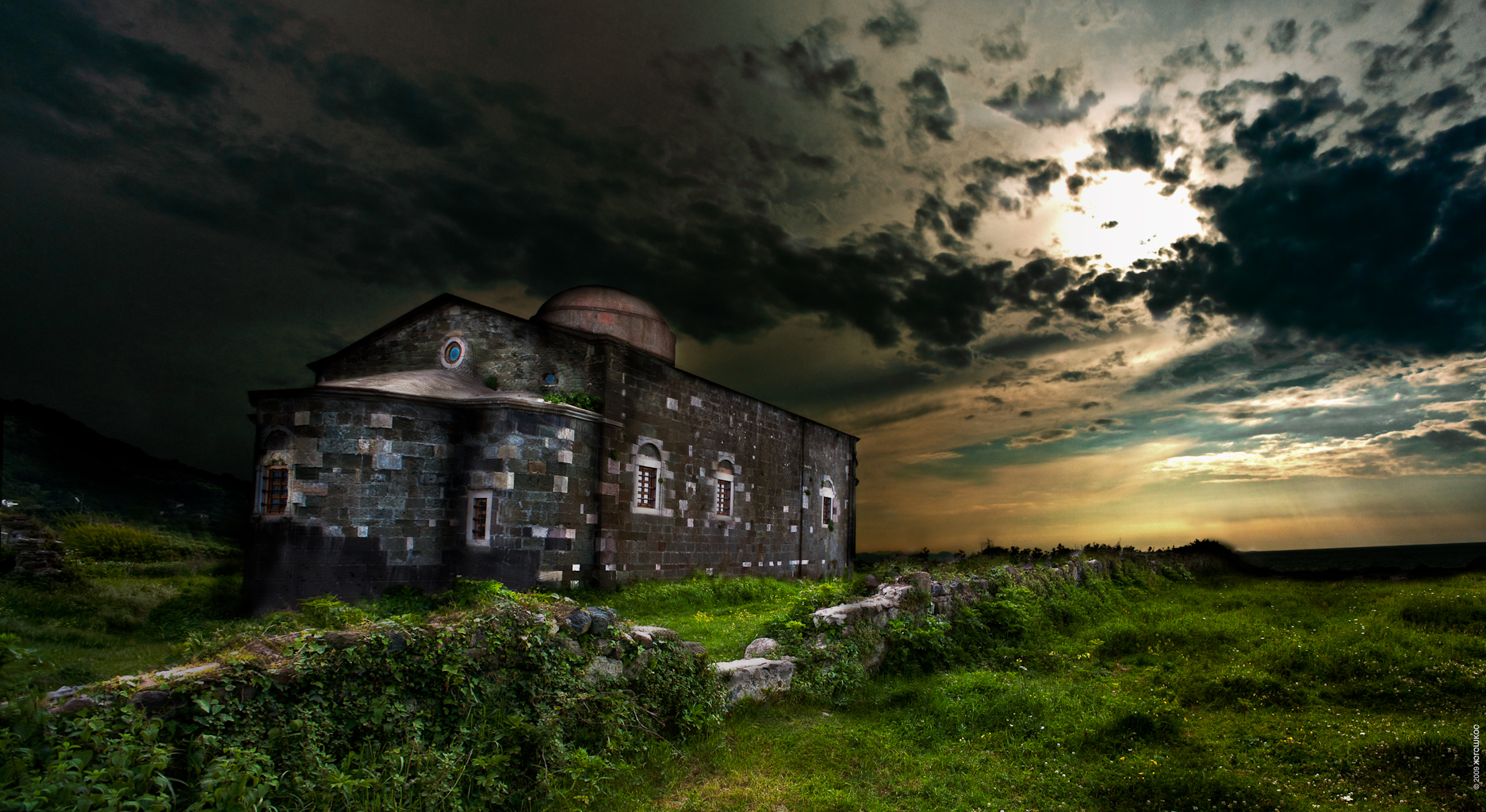
نمایی از کلیسای جیسون (jason) در شهر بوون (پنتوس) - ۲۰۰۹

بوون (یونانی باستان: Βοών) یک شهر واقع در ساحل دریای سیاه در ۹۰ استادیای شهر پنتوس و در شرق دماغه جیسون است.
مرکز آن در نزدیکی شهر پنجشنبه در آناتولی واقع شده‌است.